# Natte chinoise

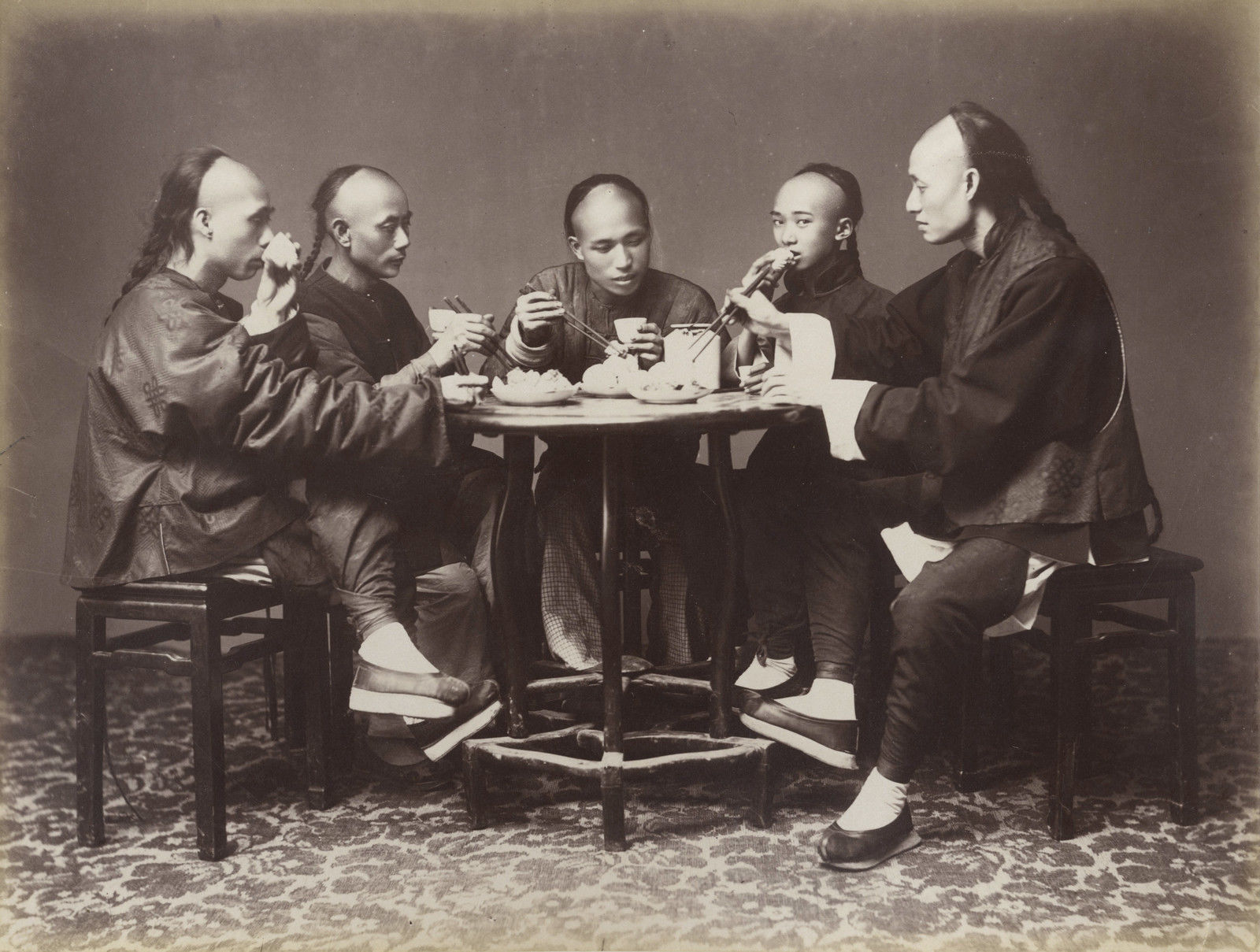
Chinois américains avec des nattes à Chinatown, San Francisco, années 1880.

La natte chinoise ou tresse chinoise est une coiffure à l'origine portée par les peuples Jürchen et les Mandchous de Mandchourie, qui a ensuite été rendue obligatoire pour les sujets masculins de la dynastie Qing en Chine,,,,
L'obligation que les Chinois han sous domination mandchoue abandonnent leurs coiffures traditionnelles et portent la natte a rencontré une forte résistance, mais l'opinion à ce sujet a changé au fil du temps. Cette coiffure était obligatoire et la peine pour tout homme ne la portant pas était l'exécution capitale pour trahison. Au début des années 1910, après la chute de la dynastie Qing, les Chinois n'avaient plus à porter la natte et elle fut abandonnée par la plupart après que le dernier empereur chinois Puyi coupe la sienne en 1922. Les cheveux du sommet du crâne sont longs et souvent tressés, alors que la partie frontale de la tête est rasée. Ce style de coiffure très distinctif a fait que ses porteurs étaient souvent ciblés lors d'émeutes anti-chinois en Australie et aux États-Unis.